# René Goblet
René Goblet (ur. 26 listopada 1828 w Aire-sur-la-Lys, zm. 13 września 1905 w Paryżu) – francuski polityk III Republiki, prawnik, dziennikarz. Początkowo umiarkowany republikanin, później zaliczany do radykalnej lewicy.
Pełnił mandat deputowanego do: Zgromadzenia Narodowego (1871-1875), Izby Deputowanych (1875-1876, 1878-1889, 1893-1898) oraz Senatu (1891-1893). Od 1876 do 1879 zajmował stanowisko mera Amiens. Pełnił funkcję podsekretarza stanu w ministerstwie sprawiedliwości (1879). Był ministrem: spraw wewnętrznych (1882, 1886-1887), oświaty (1885-1886), wyznań (1885-1887) i spraw zagranicznych (1888-1889). W latach 1886–1887 sprawował urząd premiera Francji.